# Mykolajiwka (Beresiwka)
Mykolajiwka (ukrainisch Миколаївка; russisch Николаевка Nikolajewka) ist eine Siedlung städtischen Typs im Nordosten der ukrainischen Oblast Odessa mit etwa 2800 Einwohnern (2014).
Mykolajiwka liegt am Ufer der Tschytschyklija, einem Nebenfluss des Südlichen Bugs, 150 km nördlich vom Oblastzentrum Odessa und war bis Juli 2020 administratives Zentrum des gleichnamigen Rajons.
Mykolajiwka entstand im 18. Jahrhundert, trug bis in die 1940er Jahre den Namen Mykolajiwka Druha (Миколаївка Дуга) und erhielt 1965 den Status einer Siedlung städtischen Typs.

## Verwaltungsgliederung
Am 12. Juni 2020  wurde die Siedlung zum Zentrum der neugegründeten Siedlungsgemeinde Mykolajiwka (Миколаївська селищна громада/Mykolajiwska selyschtschna hromada). Zu dieser zählten auch noch die 22 in der untenstehenden Tabelle aufgelistetenen Dörfer, bis dahin bildete sie zusammen mit den Dörfern Druscheljubiwka, Peremoha, Sofijiwka und  Stawkowe die gleichnamige Siedlungsratsgemeinde Mykolajiwka (Миколаївська селищна рада/Mykolajiwska selyschtschna rada) im Nordosten des Rajons Mykolajiwka.
Seit dem 17. Juli 2020 ist sie ein Teil des Rajons Beresiwka.
Folgende Orte sind neben dem Hauptort Mykolajiwka Teil der Gemeinde:
| Name                     | Name          | Name                              |
| ukrainisch transkribiert | ukrainisch    | russisch                          |
| ------------------------ | ------------- | --------------------------------- |
| Ambariw                  | Амбарів       | Амбаров (Ambarow)                 |
| Antonjuky                | Антонюки      | Антонюки (Antonjuki)              |
| Druscheljubiwka          | Дружелюбівка  | Дружелюбовка (Druscheljubowka)    |
| Hwosdiwka                | Гвоздівка     | Гвоздовка (Gwosdowka)             |
| Kare                     | Каре          | Карое (Karoje)                    |
| Komaraschewe             | Комарашеве    | Комарашево (Komaraschewo)         |
| Mala Dworjanka           | Мала Дворянка | Малая Дворянка (Malaja Dworjanka) |
| Marjaniwka               | Мар'янівка    | Марьяновка (Marjanowka)           |
| Morosowa                 | Морозова      | Морозова                          |
| Nowopetriwka             | Новопетрівка  | Новопетровка (Nowopetrowka)       |
| Nowopokrowka             | Новопокровка  | Новопокровка                      |
| Oleksijiwka              | Олексіївка    | Алексеевка (Alexejewka)           |
| Peremoha                 | Перемога      | Перемога (Peremoga)               |
| Peresselenzi             | Переселенці   | Переселенцы (Peresselenzy)        |
| Romaniwka                | Романівка     | Романовка (Romanowka)             |
| Schyroke                 | Широке        | Широкое (Schirokoje)              |
| Sofijiwka                | Софіївка      | Софиевка (Sofijewka)              |
| Stawkowe                 | Ставкове      | Ставковое (Stawkowoje)            |
| Suchyj Owrah             | Сухий Овраг   | Сухой Овраг (Suchoi Owrag)        |
| Tschariwne               | Чарівне       | Чаривное (Tschariwnoje)           |
| Uljanowka                | Ульяновка     | Ульяновка                         |
| Wassyliwka               | Василівка     | Василевка (Wassilewka)            |